# Allerseelenkirche
Allerseelenkirchen sind Kirchen im Gedenken an die Armen Seelen im Fegefeuer. Patroziniumstag ist Allerseelen, 2. November.
Deutschland:
- Allerseelenkapelle (Rosenheim)
- Kapelle zur hilligen Seele, Dörenhagen, Nordrhein-Westfalen
- Allerseelenkapelle (Rieden), Oberpfalz
- Allerseelenkapelle (Flintsbach) am Inn

Weitere:
- St.-Nikolaus-und-Allerseelenkirche (Valetta), Malta
- All Souls Church (London)
- All Souls Church (Washington)
- All Souls Memorial Church, Thursday Island
- Unterkirche der Herz-Jesu-Kirche (Graz)
- Oratorio delle Anime, Sardinien
- All Souls Episcopal Church, Schottland